# 縫別站

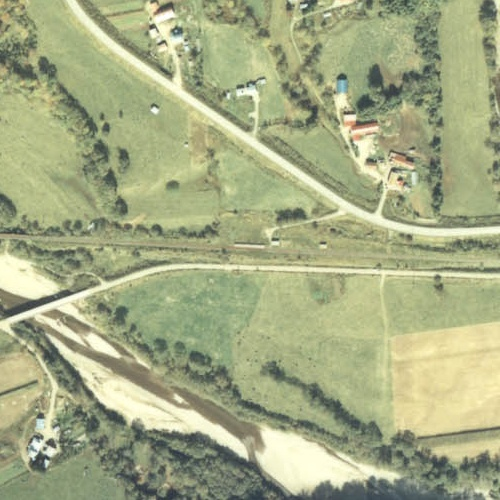
車站周邊的航空相片。圖中央是縫別站。右方是白糠站方向，左方是北進站方向。

縫別站（日语：／ Nuibetsu eki */?）是位於北海道白糠郡白糠町茶路基線，日本國有鐵道（國鐵）的白糠線車站（廢站）。隨著白糠線廢線，車站在1983年（昭和58年）10月23日廢除。

## 歷史
- 1964年（昭和39年）10月7日 - 日本國有鐵道白糠線 白糠站至上茶路站之間開通，此站啟用[1]。當時為旅客車站[1]。
- 1983年（昭和58年）10月23日 - 白糠線全線廢除，此站也廢除[1]。

### 站名的由來
車站名稱取自所在地名。「縫別」源自阿伊努語的「ニウンペッ（ni-un-pet）」，其意思是「木、有、河流」，也有說法是源自阿伊努語的「ヌイエペッ（nuie-pet）」（豐漁、河流）。

## 車站構造
截至車站廢除前，此站是地面車站，設有1面1線的單式月台。月台位於路軌東邊（北進方向的列車會開啟右邊月台）。在車站啟用時已經是無人車站，沒有車站大樓，月台南邊出入口附近設有候車室。

## 使用狀況
截至1981年度（昭和56年度），1日上下車人次為15人。

## 車站周邊
車站周邊都是乳業農場地帶。
- 國道392號（日语：国道392号）
- 縫別川

## 現況
車站遺址現時成為了牧場草地的一部分。
截至2011年（平成23年），車站遺址附近的「縫別川橋樑」、「第五茶路川橋樑」和「第六茶路川橋樑」還存在。
在2015年（平成27年）3月29日，車站遺址北邊的道東自動車道白糠交匯處開通後，交匯處連接了國道392號。

## 相鄰車站
日本國有鐵道
白糠線
茶路－縫別－上茶路

## 注腳
1. 1 2 3 4 5  石野哲（編）. . JTB. 1998: 895. ISBN 978-4-533-02980-6 （日语）.
2. ↑   第1版. 札幌市: 日本国有鉄道北海道総局. 1973-3-25: 151. ASIN B000J9RBUY （日语）.
3. ↑  本多 貢. 児玉芳明 , 编. . 札幌市: 北海道新聞社. 1995-01-25: 71. ISBN 4893637606. OCLC 40491505 （日语）.
4. 1 2 3  書籍《国鉄全線各駅停車1 北海道690駅》（小學館，1983年7月發行）141頁。
5. ↑  書籍《北海道の鉄道廃線跡》（著：本久公洋，北海道新聞社，2011年9月發行）150-151頁。